# HK Jesenice
Der HK Acroni Jesenice war eine slowenische Eishockeymannschaft aus Jesenice, die bis 2012 an der österreichischen Erste Bank Eishockey Liga und der slowenischen Eishockeyliga teilnahm. Im Sommer 2012 stellte der Club den Spielbetrieb aufgrund anhaltender finanzieller Probleme ein. Das Farm-/Jugendteam HD mladi Jesenice besteht jedoch weiterhin und nimmt seit 2012 an der neu gegründeten Erste Bank Young Stars League teil.

## Geschichte

### Gründerjahre und größte Erfolge
Der Verein wurde 1948 gegründet und ist 8-facher slowenischer Meister und mit 23 Titeln Rekordmeister der ehemaligen Jugoslawischen Liga. Die Dominanz des Vereins nahm im Jahr 1957 ihren Anfang, als das Team zum ersten Mal die jugoslawische Meisterschaft gewinnen konnte. In den folgenden fünfzehn Jahren blieben die Stahlstädter ungeschlagen. Erst im Jahr 1972 gab es mit dem Erzrivalen HDD Olimpija Ljubljana wieder einen anderen Meister. Diese Dominanz wurde erst knapp vor dem Zerfall Jugoslawiens durch den kroatischen Verein KHL Medveščak Zagreb gebrochen, der die letzten drei staatlichen Titel gewinnen konnte. In der slowenischen Liga musste sich der HK Jesenice zwar nach Anzahl der Meisterschaften dem HDD Olimpija Ljubljana geschlagen geben, dennoch blieben die beiden Teams gemeinsam das bestimmende Moment der Liga.
Im internationalen Bewerb der Alpenliga blieb dem HK Jesenice zwar ein Titelgewinn verwehrt, in der nachfolgenden Interliga brachte es die Mannschaft aber auf drei Meisterschaften.

### Einstieg in die österreichische Eishockeyliga
Im April 2006 bewarb sich der Verein um eine Teilnahme an der Erste Bank Eishockey Liga ab der Saison 2006/07. Die endgültige Entscheidung wurde von der Präsidentenkonferenz am 7. Juli 2006 getroffen. Die Bedingungen über eine Teilnahme wurden aber bereits vorher großteils geklärt. So hat Jesenice die geforderten Bankgarantien hinterlegt, die Durchführungsbestimmungen der Liga akzeptiert und die Verbände von Slowenien und Österreich dem Wechsel zugestimmt.
Das Hauptmotiv für den Wechsel in die EBEL ist die – am HK Jesenice gemessen – relativ schwache slowenische Liga, in der man seit ihrem Bestehen sechs Meister- und neun Vizemeistertitel erringen konnte. Nach dem Wechsel in die neue Liga verpasste die Mannschaft in ihrer ersten Saison nur knapp die Teilnahme an den Playoffs. Erst im letzten Spiel des Grunddurchgangs sicherten sich die Vienna Capitals mit einem Auswärtssieg in Jesenice in der Overtime den vierten Playoff-Platz. Im Jahr darauf erreichte das Team nach dem Grunddurchgang den vierten Platz, rutschte in der Platzierungsrunde jedoch auf Rang sechs ab. Im Viertelfinale folgte mit einer 2:3-Niederlage in der Best-of-Five-Serie gegen den EHC Linz das frühe Saisonaus.
In der Saison 2008/09 führte Jesenice im ersten Drittel des Grunddurchgangs über weite Strecken die Tabelle an. Die Mannschaft, die nur mit drei Legionären in die Saison startete, kämpfte jedoch permanent mit einem Problem auf der Torhüter-Position und beendete den Grunddurchgang auf dem sechsten Rang. Knapp vor Beginn der Playoffs war bereits der kanadische Torhüter Matthew Yeats verpflichtet worden. Dieser verletzte sich jedoch während des Viertelfinales, woraufhin die Mannschaft gegen den späteren Vizemeister EC Red Bull Salzburg ausschied.
Für die Spielzeit 2009/10 wurde bekannt, dass Jesenice mit massiven finanziellen Problemen zu kämpfen hatte. Wie bereits zwei Jahre zuvor wechselten die Brüder Marcel und David Rodman zu den Vienna Capitals. Ebenso verließ Verteidiger Aleš Kranjc die Mannschaft. Zwar wurden einige neue Spieler verpflichtet, aber der Vereinsvorstand ließ verlautbaren, die Saison vor allem mit jungen Nachwuchsspielern bestreiten zu wollen. Dieses Vorhaben wurden größtenteils in die Tat umgesetzt. Jesenice verbrachte zwar den Großteil der Saison auf dem letzten Tabellenplatz, fand aber zum Ende des Grunddurchgangs besser ins Spiel und konnte einige unerwartete Siege erzielen. Nicht zuletzt aufgrund dieser Steigerung überholte Jesenice knapp vor Saisonende noch die finanziell angeschlagenen Lokalrivalen aus Laibach und konnte die Saison auf dem vorletzten Platz beschließen. Inwiefern die Saison der budgetären Konsolidierung dienlich war, ist derzeit noch nicht abzusehen.
Diese Vereinspolitik wurde in der Spielzeit 2010/11 fortgesetzt. Trotz eines guten Starts wurde der HK Jesenice in der Tabelle jedoch nach hinten durchgereicht und beschloss die EBEL-Saison auf dem letzten Rang. Im Anschluss gelang jedoch der insgesamt neunte Gewinn des slowenischen Meistertitels, der gleichzeitig der vierte Titelgewinn in Serie war.
Die Spielzeit 2011/12 geriet zum Desaster für den Club, als die finanziellen Probleme immer drängender wurden. Noch vor Beginn der Saison verließ eine Reihe von neu verpflichteten Spielern den Verein, was sich auch im Saisonverlauf mit deren Nachfolgern wiederholte. Jesenice blieb chancenlos auf dem letzten Platz der EBEL-Tabelle und hatte gegen Ende der Spielzeit auch Schwierigkeiten den laufenden Betrieb zu sichern. In der Folge unterlag die Mannschaft auch dem Konkurrenten HDD Olimpija Ljubljana im Kampf um die slowenische Meisterschaft.
Im Frühjahr wurde lange Zeit an einer Teilnahme an der neugegründeten Inter-National-League gearbeitet, was sich aber letzten Endes als undurchführbar erwies. So wurde der Spielbetrieb nach 64 Jahren eingestellt.

### Sonstiges
Als Haupt- und Namenssponsor trat über Jahrzehnte das Stahlwerk Acroni in Jesenice auf. Die enge Verbindung zwischen der Stahlindustrie und dem Eishockeyverein wurde auch im Namen des Fanclubs Red Steelers deutlich.
Der HK Jesenice zeichnete sich außerdem durch eine hervorragende Nachwuchsarbeit aus. Im Lauf der Jahre brachte der Verein einen großen Teil der slowenischen Nationalspieler hervor, und viele der in Jesenice ausgebildeten Spieler fanden ihren Weg in einige der europäischen Topligen.

## Erfolge
- Slowenischer Meister: 1992, 1993, 1994, 2005, 2006, 2008, 2009, 2010, 2011 (9 Mal)
- Slowenischer Vizemeister: 1995–1998, 2000–2004, 2012 (10 Mal)
- Jugoslawischer Meister: 1957–1971, 1973, 1977, 1978, 1981, 1982, 1985, 1987, 1988 (23 Mal)

## Vereinsstatistiken
| Saison  | Hauptrunde | Hauptrunde | Hauptrunde | Hauptrunde | Hauptrunde | Hauptrunde | Hauptrunde | Hauptrunde | Hauptrunde | Playoffs | Playoffs | Playoffs | Playoffs | Playoffs | Playoffs | Playoffs | Playoffs | Anmerkung                        |
| Saison  | Spiele     | S          | N          | NNV        | Sieg%      | Tore       | TVH        | Punkte     | Rang       | Spiele   | S        | N        | NNV      | Sieg%    | Tore     | TVH      | Punkte   | Anmerkung                        |
| ------- | ---------- | ---------- | ---------- | ---------- | ---------- | ---------- | ---------- | ---------- | ---------- | -------- | -------- | -------- | -------- | -------- | -------- | -------- | -------- | -------------------------------- |
| 2006/07 | 56         | 29         | 23         | 4          | 55,36 %    | 194:192    | +2         | 62         | 5          | −        | −        | −        | −        | −        | −        | −        | −        | Rang 5, keine Playoff-Teilnahme  |
| 2007/08 | 46         | 23         | 18         | 5          | 55,43 %    | 124:141    | −17        | 51         | 6          | 5        | 2        | 3        | 0        | 40,00 %  | 16:17    | −1       | −        | Viertelfinal-Out                 |
| 2008/09 | 54         | 24         | 24         | 6          | 50,00 %    | 179:197    | −18        | 54         | 6          | 5        | 1        | 4        | 0        | 20,00 %  | 11:21    | −10      | −        | Viertelfinal-Out                 |
| 2009/10 | 54         | 16         | 31         | 7          | 36,11 %    | 148:205    | −57        | 39         | 9          | −        | −        | −        | −        | −        | −        | −        | −        | Rang 9, keine Playoff-Teilnahme  |
| 2010/11 | 54         | 20         | 25         | 9          | 45,37 %    | 161:196    | −35        | 49         | 10         | −        | −        | −        | −        | −        | −        | −        | −        | Rang 10, keine Playoff-Teilnahme |
| 2011/12 | 40         | 9          | 24         | 7          | 31,25 %    | 82:143     | −61        | 25         | 11         | −        | −        | −        | −        | −        | −        | −        | −        | Rang 11, keine Playoff-Teilnahme |
| Summe   | 304        | 121        | 145        | 38         | 46,05 %    | 888:1074   | −186       | 280        | −          | 10       | 3        | 7        | 0        | 30,00 %  | 27:38    | −11      | −        |                                  |

 Legende:
 S = Siege, N = Niederlagen in regulärer Spielzeit, NNV = Niederlagen nach Verlängerung oder Penaltyschießen, Sieg% = Prozentsatz der erzielten an den insgesamt möglichen Punkten, TVH = Torverhältnis 

## Spieler

### Bekannte ehemalige Spieler
(Teamzugehörigkeit und Position in Klammern)
| - Robert Kristan (2000–2002, 2003–2006, 2007–2008, Torhüter) Der slowenische Nationalteam-Torwart erlernte sein Handwerk beim HK Jesenice und feierte drei Mal den Meistertitel der slowenischen Meisterschaft mit dem Team. | - Aaron Fox (2006–2007, Angriff) Aaron Fox stieß in der ersten EBEL-Saison von Jesenice zum Team und bildete mit Marcel und David Rodman eine der gefährlichsten Angriffslinien der Liga. | - Anže Kopitar (2002–2004, Angriff) Der NHL-Stürmer stammt aus den Nachwuchsnachmannschaften des HK Jesenice, ehe er 2004 zunächst nach Schweden und später nach Nordamerika wechselte. |

### Spielern im All-Star-Team der EBEL
| Saison  | Spieler                                                                                        |
| ------- | ---------------------------------------------------------------------------------------------- |
| 2006/07 | Aleš Kranjc, Aaron Fox, Marcel Rodman, David Rodman                                            |
| 2007/08 | Robert Kristan, Dejan Varl, Conny Strömberg, Markus Matthiasson                                |
| 2008/09 | Aleš Kranjc, Sabahudin Kovačevič, Marcel Rodman, David Rodman, Tomaž Razingar, Conny Strömberg |

## Trainergeschichte
| Zeitraum  | Trainer            | Trainer           | Anmerkungen                                          |
| --------- | ------------------ | ----------------- | ---------------------------------------------------- |
| 1963–1966 | Tschechoslowakei   | Jiŕi Pleticha     | 3 × Jugoslawischer Meister                           |
| 1966–1967 | Tschechoslowakei   | Rudi Černy        | 1 × Jugoslawischer Meister                           |
| 1967–1969 | Tschechoslowakei   | Oldrich Mlcoch    | 2 × Jugoslawischer Meister                           |
| 1969–1972 | Slowenien          | Ciril Klinar      | 2 × Jugoslawischer Meister                           |
| 1972–1974 | Sowjetunion 1955   | Boris Afanasijev  | 1 × Jugoslawischer Meister                           |
| 1974–1975 | Slowenien          | Jože Trebušak     |                                                      |
| 1975–1976 | Tschechoslowakei   | Rudi Černy        |                                                      |
| 1976–1978 | Tschechoslowakei   | Vlastimil Bubnik  | 2 × Jugoslawischer Meister                           |
| 1978–1979 | Slowenien          | Ciril Klinar      |                                                      |
| 1979–1982 | Slowenien          | Boris Svetlin     | 2 × Jugoslawischer Meister                           |
| 1982–1983 | Slowenien          | Albin Felc        |                                                      |
| 1983–1985 | Slowenien          | Boris Svetlin     | Vorzeitige Entlassung                                |
| 1985–1987 | Slowenien          | Roman Smolej      | 2 × Jugoslawischer Meister                           |
| 1987–1988 | Tschechoslowakei   | Vaclav Červeny    | 1 × Jugoslawischer Meister                           |
| 1988–1989 | Slowenien          | Rudi Hiti         |                                                      |
| 1989–1990 | Slowenien          | Ciril Klinar      | Vorzeitige Entlassung                                |
| 1989–1990 | Tschechoslowakei   | Vaclav Červeny    |                                                      |
| 1990–1991 | Tschechoslowakei   | Jan Selvek        |                                                      |
| 1991–1993 | Russland           | Vladimir Krikunov | 2 × Slowenischer Meister                             |
| 1993–1995 | Russland           | Sergej Borisov    | 1 × Slowenischer Meister                             |
| 1995–1996 | Slowenien          | Drago Mlinarec    |                                                      |
| 1996–1997 | Kanada             | Paul Arsenault    | Vorzeitige Entlassung                                |
| 1996–1997 | Slowenien          | Franci Žbontar    |                                                      |
| 1997–1998 | Tschechien         | Zdenek Uher       | Vorzeitige Entlassung                                |
| 1997–1998 | Slowenien          | Drago Mlinarec    |                                                      |
| 1998–1999 | Slowenien          | Pavle Kavčič      |                                                      |
| 1999–2001 | Tschechien         | Vaclav Červeny    |                                                      |
| 2001–2002 | Slowenien          | Pavle Kavčič      |                                                      |
| 2002–2006 | Tschechien         | Roman Pristov     | 2 × Slowenischer Meister                             |
| 2006–2007 | Slowenien          | Matjaž Kopitar    | EBEL: Platz 5                                        |
| 2007–2008 | Kanada             | Kim Collins       | Vorzeitige Entlassung                                |
| 2008–2009 | Vereinigte Staaten | Douglas Bradley   | 2 × Slowenischer Meister, EBEL: 2 × Viertelfinal-Out |
| 2009–2010 | Russland           | Ildar Rahmatuljin | Vorzeitige Entlassung                                |
| 2010      | Vereinigte Staaten | Mike Posma        | EBEL: Rang 9, Slowenischer Meister                   |
| 2010–2012 | Finnland           | Heikki Mälkiä     |                                                      |

## Spielstätte
Heimstätte des HK Jesenice war die 1978 erbaute Dvorana Podmežakla, die seit der im Jahr 2010 zusätzlich erbauten Osttribüne etwa 5.900 Zuschauern Platz bot.

### Zuschauerschnitt
- Saison 2004/2005: 2.000 Zuschauer pro Heimspiel
- Saison 2005/2006: 1.347 Zuschauer pro Heimspiel
- Saison 2006/2007: 2.604 Zuschauer pro Heimspiel
- Saison 2007/2008: 2.860 Zuschauer pro Heimspiel
- Saison 2008/2009: 2.607 Zuschauer pro Heimspiel
- Saison 2009/2010: 1.662 Zuschauer pro Heimspiel
- Saison 2010/2011: 2.453 Zuschauer pro Heimspiel
- Saison 2011/2012: 1.565 Zuschauer pro Heimspiel[2]

## Sonstiges

### Fankultur
Der eingetragene Fanclub des HK Jesenice waren die Red Steelers. Unter Eishockeyfans bekannt wurden sie für die beeindruckende Kulisse, die sie mit den lautstarken »Je-se-ni-ce!«-Rufen nicht nur in ihrer eigenen Halle schafften. Ihr Name rührt von der über Jahrzehnte bestehenden Sponsor-Verbindung ihres Teams mit dem Stahlwerk von Jesenice, Acroni, her.